# Easy-Bake Oven
Easy-Bake Oven, ou Forno Easy-Bake, é um forno de brinquedo criado em 1963 pela empresa americana Kenner Products que foi manufaturada pela Hasbro até abril de 2016.
As crianças adoravam este brinquedo pois ele funcionava de verdade. O brinquedo original usava uma lâmpada incandescente comum como fonte de calor; as versões atuais usam um elemento de aquecimento verdadeiro. A Kenner Products vendeu 500.000 fornos Easy-Bake no primeiro ano de produção. Até 1997, mais de 16 milhões de fornos Easy-Bake (em 11 modelos) haviam sido comercializados.
O forno vem com pacotes de mistura de bolo e pequenas panelas redondas. (Misturas adicionais podem ser adquiridas separadamente.) Depois que a água é adicionada à mistura na panela, ela é empurrada para dentro do forno através de um slot. Após o cozimento, o bolo é empurrado para fora através de um slot na outra extremidade.

## Na Cultura Popular
- Em 2013, o historiador de brinquedos Todd Coopee lançou o livro "Light Bulb Baking: A History of the Easy-Bake Oven". Esta retrospectiva do Easy-Bake Oven narra a jornada do brinquedo para se tornar um ícone da cultura pop.
- O brinquedo aparece na telessérie americana Fringe (Episódio "Brave New World, Part 1", temporada 4, episódio 21). No episódio, em seu Easy-Bake Oven, Dr. Walter Bishop faz um bolo de limão misturado com cérebro de porco e cortexiphan para ajudar a desvendar um mistério.[5]
- O seriado How I Met Your Mother (Episódio: Como Lily roubou o Natal", 2ª Temporada, Episódio 11) Marshall compra para Lily um forno Easy-Bake para o Natal.[6]
- MadTV: Temporada 8, Episodio 12. Este episódio apresenta um anúncio de paródia para um forno de brinquedo movido a gasolina chamado "Hey It's Ovens for Kids".[7][8]
- O seriado Queer as Folk (Temporada 1, Episódio 11). Brian lança uma surpresa para Michael na festa de aniversário de 30 anos, e Emmett compra para Michael um Easy-Bake Oven vintage, dizendo a ele que "todo rapaz gay queria um forno Easy-Bake".[9]
- Seinfeld: Temporada 9, Episódio 6. A nova namorada de Jerry, Celia, herdou uma clássica coleção de brinquedos que inclui um Easy-Bake Oven.